# Arnaud-Amanieu d’Albret
Arnaud-Amanieu d’Albret (* August 1338; † 1401) war Sire von Albret und Nérac, Vizegraf von Tartas und Graf von Dreux (nach 1382). Er war der Sohn von Bernard Aiz IV. d’Albret und dessen Frau Mathe d’Armagnac. Er war ein Offizier des Hundertjährigen Kriegs.

## Hintergrund
Wie die meisten Söldner befand er sich immer auf der Seite desjenigen, der ihn bezahlte. Er gehörte somit lange zu den Männern Karls des Bösen, Eduards III. von England und des Schwarzen Prinzen Edward of Woodstock im Kampf gegen Bertrand du Guesclin in der Schlacht von Cocherel (1364) sowie in Kastilien.
1368 wechselte er aus Eigeninteresse die Seiten. Er heiratete am 4. Mai des Jahres Margarete von Bourbon (Marguerite de Bourbon) (um 1344 bis nach 1416), Tochter von Peter I. Herzog von Bourbon und Schwester der Königin von Frankreich Johanna von Bourbon (1337–1378) und wurde der Vater von Charles I. d’Albret.
Am 10. April 1400 wurde er zum Vizegraf von Tartas, er legte im Beisein der Einwohner der Stadt Tartas und der Vogtei seinen Amtseid ab. Er wiederholte diesen Eid vor den Bewohnern von Mimbaste, Clermont, Gamarde, Meilhan, Rion und Lesperon. Von seinem Vater hatte er zudem das Baronat Brassenx geerbt, das ihm im Jahr 1360 zugesprochen wurde.
Nach dem Tod von Bernard Aiz IV. d’Albret im Jahr 1359 wurde er zudem Sire von Albret, da seine drei älteren Brüder bereits vor ihrem Vater verstorben waren. Er schloss eine Verteidigungsbündnis mit seinem Onkel, dem Grafen Jean I. d’Armagnac. In dem Vertrag, den sie am 27. Januar 1362 in Lavardens geschlossen haben, erklärten Jean I. und d’Albret sich gemeinsam gegen die geheimen Machenschaften des Grafen von Foix zu schützen, sich gegenseitig zu unterstützen, falls eine von ihnen gegen den Grafen in den Krieg zieht. Zudem vereinbarten sie keinen Frieden oder Waffenstillstand mit Gaston III. zu schließen, ohne sich vorher zu beraten.
Er unterstützte die Rückeroberung Aquitaniens durch seinen Schwager König Karl V., indem er diejenigen um sich sammelte, die mit der Politik des Schwarzen Prinzen, insbesondere dessen Besteuerung, unzufrieden waren. Er vervielfachte die Zahl der Klagen über Edward von Woodstock, die dem Parlement vorgelegt wurden, und brachte Karl V. dazu, den Krieg gegen den Schwarzen Prinzen zu eröffnen. In den folgenden Jahren, von 1369 bis 1375, nahm er an allen Feldzügen Karls teil.
1382 findet man ihn in der königlichen Armee bei der Schlacht bei Roosebeke gegen die Flamen. Als Belohnung für seine Dienste erhielt er die Grafschaft Dreux.